# Aleksy Uchański
Aleksy Wiesław Uchański (ur. 16 września 1974) – polski dziennikarz, specjalista w dziedzinie mediów elektronicznych, gier komputerowych i prasy o grach, redaktor naczelny magazynu „Gambler”; przez wiele lat piastujący wysokie stanowiska kierownicze w polskiej branży mediów elektronicznych; w latach 2016–2018 prezes zarządu przedsiębiorstwa Movie Games; prokurent w Wydawnictwie Iskry i inwestor w branży gier komputerowych, akcjonariusz m.in. spółki Ultimate Games; felietonista czasopisma „Pixel”.

## Życiorys
Urodził się 16 września 1974 roku. Jest synem Wiesława Uchańskiego, prezesa Wydawnictwa Iskry. W 1993 roku ukończył II Liceum Ogólnokształcące im. Stefana Batorego w Warszawie. Od 1991 roku związany jest z polską branżą gier komputerowych. Karierę dziennikarską rozpoczął m.in. w magazynie „Top Secret” (współpracował tam z Piotrem Gawrysiakiem – późniejszym podwójnym doktorem habilitowanym w dziedzinie informatyki i bibliologii – tworząc duet dziennikarski posługujący się pseudonimem „Alex&Gawron”), następnie od 1995 roku był redaktorem naczelnym czasopisma „Gambler”. Od 2000 roku przez kolejne 15 lat związany był z wydawnictwem Ringier Axel Springer Polska (RASP). Zaczynał w niej jako redaktor naczelny magazynów o grach komputerowych: „Komputer Świat Gry” i „Play”. W latach 2007–2011 pełnił funkcję dyrektora wydawniczego segmentu tytułów komputerowych i młodzieżowych RASP oraz kierował kilkoma tytułami z niego. W latach 2010–2014 pracował jako Chief Digital Officer w RASP, gdzie był odpowiedzialny za cały segment internetowy i wszystkie aktywności cyfrowe wydawnictwa. Pełnił także funkcję dyrektora ds. rozwoju produktu online. Jednocześnie był prezesem Ofeminin.pl. W latach 2011–2013 był członkiem rady nadzorczej IAB Polska.
W latach 2013–2014 Aleksy Uchański pracował w grupie Onet S.A. Od początku kwietnia 2014 roku przez kilka miesięcy pełnił funkcję dyrektora ds. rozwoju produktu w Grupie Onet, łącząc w ten sposób kompetencje w ramach dwóch spółek – RASP i Grupy Onet.pl. Zastąpił na tym stanowisku Marcina Langowskiego. Odpowiadał za product development, dodatkowo rozwój społeczności, SEM i innych kanałów dystrybucji. Od listopada 2014 do czerwca 2016 roku pełnił funkcję dyrektora ds. digital media w wydawnictwie Edipresse Polska.
Aleksy Uchański brał udział w produkcji, spolszczaniu, licencjonowaniu i wydawaniu gier komputerowych, m.in. serii „Skoki narciarskie”, w która w pewnym okresie była najlepiej sprzedającą się grą w Polsce. Od 2008 do marca 2016 roku był wiceprezesem Stowarzyszenia Producentów i Dystrybutorów Oprogramowania Rozrywkowego. Od stycznia 2016 do 2017 roku był członkiem Rady Nadzorczej PlayWay S.A. Od grudnia 2016 roku pełnił funkcję prezesa zarządu przedsiębiorstwa Movie Games zajmującego się produkcją i wydawaniem gier komputerowych. Objął także 5% jego udziałów. Na początku marca 2018 roku opuścił stanowisko prezesa zarządu Movie Games (zastąpił go Maciej Miąsik). Pozostał jednocześnie Przewodniczącym Rady Nadzorczej spółki i objął nową pozycję Head of Strategy. Jesienią 2018 roku opuścił Radę Nadzorczą Movie Games. 24 stycznia 2019 roku został Przewodniczącym Rady Nadzorczej PlayWay S.A. Uchański jest także inwestorem w branży gier komputerowych i jednym z akcjonariuszy m.in. przedsiębiorstwa Ultimate Games.
Uchański jest zaangażowany w prowadzone przez ojca Wydawnictwo Iskry, w którym pełni funkcję prokurenta, posiada także udziały w wydawnictwie ArtRage. W listopadzie 2014 roku był felietonistą reaktywowanego na krótko czasopisma „Secret Service”, a od września 2017 roku – felietonistą magazynu „Pixel”, poświęconego kulturze gier komputerowych.